# Kickininee Park
Kickininee Park är en park i Kanada.   Den ligger i provinsen British Columbia, i den södra delen av landet, 3 300 km väster om huvudstaden Ottawa. Kickininee Park ligger 392 meter över havet. Den ligger vid sjön Okanagan Lake.
Terrängen runt Kickininee Park är kuperad åt sydväst, men åt nordost är den bergig. Närmaste större samhälle är Penticton, 8,5 km söder om Kickininee Park.
Runt Kickininee Park är det i huvudsak tätbebyggt. Runt Kickininee Park är det ganska tätbefolkat, med 230 invånare per kvadratkilometer.